# Szynszylomyszor
Szynszylomyszor (Euneomys) – rodzaj ssaków z podrodziny bawełniaków (Sigmodontinae) w obrębie rodziny chomikowatych (Cricetidae).

## Zasięg występowania
Rodzaj obejmuje gatunki występujące w Ameryce Południowej.

## Morfologia
Długość ciała (bez ogona) 97–156 mm, długość ogona 46–85 mm, długość ucha 19–27 mm, długość tylnej stopy 22–32 mm; masa ciała 26–86 g.

## Systematyka
Rodzaj (w randze podrodzaju w obrębie Reithrodon) zdefiniował w 1874 roku amerykański chirurg, ornitolog i historyk Elliott Coues na łamach Proceedings of the Academy of Natural Sciences of Philadelphia. Na gatunek typowy Coues wyznaczył (oryginalne oznaczenie) szynszylomyszora patagońskiego (E. chinchilloides). 

### Etymologia
- Euneomys: gr. ευ eu ‘dobry, typowy’; νεος neos ‘nowy’; μυς mus, μυος muos ‘mysz’[8].
- Chelemyscus: gr. χηλή khēlē ‘kopyto, pazur’[9]; μυσκος myskos ‘myszka’, zdrobnienie od μυς mus, μυος muos ‘mysz’[10]. Gatunek typowy: Reithrodon fossor O. Thomas, 1899.

### Podział systematyczny
We wcześniejszych ujęciach systematycznych do Euneomys  zaliczono cztery gatunki (fossor, mordax, petersoni  i chinchilloides) jednak analiza z 2021 roku przeprowadzona na podstawie wymiarów czaszek i danych morfologicznych popartych danymi molekularnymi i chromosomalnymi wyróżniła dwa główne morfotypy; w takim ujęciu do rodzaju należą następujące gatunki:
- Euneomys fossor (O. Thomas, 1899) – szynszylomyszor norowy
- Euneomys chinchilloides (Waterhouse, 1839) – szynszylomyszor patagoński